# NGC 7794
NGC 7794 في الفهرس العام الجديد، هي مجرة، تقع في كوكبة الفرس الأعظم. اكتشفت في 23 نوفمبر 1785 بواسطة ويليام هيرشل.

## روابط خارجية
- NGC 7794 على موقع ويكي سكاي: DSS2, SDSS, GALEX, IRAS, Hydrogen α, X-Ray, Astrophoto, Sky Map, Articles and images